# Симон Батъл
Симон Батъл е американска певица и актриса.

## Биография
Симон Шерис Батъл е родена на 17 юни 1989 г. в Лос Анджелис, Калифорния.
Тя е Финалист в The X Factor през 2011 г. и е член на поп групата Джи Ар Ел (G.R.L.).

## Смърт
Симон е открита мъртва в дома си в Лос Анджелис около 8 часа сутринта на 5 септември 2014 г. – обесена. Причината за смъртта ѝ е обект на разследване. По-късно смъртта ѝ е докладвана като самоубийство.